# Priscilla Braislin
Priscilla Harris Braislin Merrick (julio de 1838-15 de diciembre de 1888) fue una educadora estadounidense.

## Biografía
Braislin era originaria de Burlington, Nueva Jersey, la mayor de seis hijos. Su padre era católico y su madre cuáquera, pero junto con cinco de sus hermanos se convirtió al bautismo; uno de sus hermanos, Edward Braislin (1846-1915), se convirtió en ministro bautista. Fue contratada alrededor de 1865 para enseñar matemáticas en Vassar College, dentro del Departamento de Matemáticas, Filosofía Natural y Química. Cuando el director del departamento, Charles Farrar, dimitió en 1874, Braislin asumió la jefatura del recién creado Departamento de Matemáticas y fue nombrada instructora. En 1875 fue elegida profesora de matemáticas. Fue la primera profesora del departamento y la primera profesora en Vassar, además de ser (después de Susan Jane Cunningham en el Swarthmore College en 1871) una de las primeras profesoras de matemáticas en los Estados Unidos. Renunció en 1887 para casarse con Timothy Merrick, un acaudalado empresario de Holyoke, Massachusetts. Falleció de una enfermedad cardíaca en su casa de Holyok. El 18 de diciembre de 1888, su funeral se celebró en Holyoke.